# Wale (Stadt)
Wale (georgisch ვალე) ist eine Stadt im Süden Georgiens.

## Geografie
Sie liegt in der Region Samzche-Dschawachetien und gehört zur Munizipalität Achalziche. Wale liegt etwa 160 Kilometer Luftlinie westlich der Landeshauptstadt Tiflis und 10 Kilometer westlich der Regionshauptstadt (zugleich Verwaltungssitz der Munizipalität) Achalziche, auf einem Bergrücken des Kleinen Kaukasus oberhalb des rechten Ufers des aus der Türkei kommenden linken Kura-Nebenflusses Pozchowiszqali (türkisch Posof Çayı). Die Grenze zur Türkei verläuft fünf Kilometer südlich der Stadt.
Die Stadt hat 3646 Einwohner (2014). Sie liegt in einem in erheblichem Maße von Armeniern bewohnten Teil Georgiens. Im Bereich der Munizipalität waren 2002 knapp 37 % der Einwohner Armenier – entsprechend hoch war er auch in der Stadt. Bis 2014 sank der Anteil auf 14,4 %.

## Geschichte
Der Ort ist als Dorf bereits seit dem 10. Jahrhundert bekannt.
In der sowjetischen Periode wurden in unmittelbarer Nähe des Ortes Braunkohlevorkommen entdeckt und 1946 mit deren Abbau begonnen. In diesem Zusammenhang erhielt die Stadt 1947 einen Eisenbahnanschluss, als die bis dahin in Bordschomi endende Bahnstrecke Chaschuri–Wale bis hierher verlängert wurde. Die Bevölkerungszahl wuchs nun schnell und der Ort erhielt den Status einer Siedlung städtischen Typs und 1962 die Stadtrechte. Bergbau und Einwohnerzahl gingen seither allerdings seit dem Zusammenbruch der Wirtschaft in Folge der Auflösung der Sowjetunion erheblich zurück.
Einwohnerentwicklung
| Jahr | Einwohner |
| ---- | --------- |
| 1959 | 9629      |
| 1970 | 7326      |
| 1979 | 6244      |
| 1989 | 6305      |
| 2002 | 5026      |
| 2014 | 3646      |

Anmerkung: Volkszählungsdaten

## Kultur und Sehenswürdigkeiten
In Wale gibt es mehrere georgisch-orthodoxe und armenisch-apostolische Kirchen, die bis auf das 10. bis 16. Jahrhundert zurückgehen.

## Verkehr
Wale ist seit 1947 Endpunkt der 91 km langen Bahnstrecke Chaschuri–Wale. Heute enden die von Tiflis kommenden Personenzüge schon in Bordschomi, so dass die Stadt ohne Personenverkehr der Eisenbahn auskommen muss. Der Bahnhof Wale liegt etwa drei Kilometer nördlich und mehrere hundert Höhenmeter unterhalb der Stadt im Tal des Pozchowi.
Die Stadt liegt an der Europastraße E 691, die im türkischen Horasan von der E 80 abzweigt, durch die Provinzhauptstadt Kars verläuft, südlich Wale die Grenze nach Georgien überquert und über Achalziche und Achalkalaki nach Armenien führt, wo sie über Gjumri bei Aschtarak die E 117 erreicht und somit die kürzeste Straßenverbindung zwischen der Türkei und Armenien darstellt, deren direkte Grenze geschlossen ist.